# Mesothorax
De mesothorax is het middelste deel van het borststuk (thorax) van een insect.
Het is gelegen voor de metathorax en achter de prothorax. De mesothorax draagt het tweede potenpaar aan de onderzijde en het eerste paar vleugels (de voorvleugels) aan de bovenzijde.
Het gedeelte van het exoskelet, gelegen aan de rugzijde van de mesothorax heet het mesonotum (dorsaal) en aan de buikzijde heet het mesosternum (ventraal).